# Владовский, Александр Игнатьевич
Александр Игнатьевич Владовский (эст. Aleksandr Vladovski, также Aleksandr Wladovsky; 1876, Санкт-Петербург — 4 октября 1950 года, Таллин) — русский и эстонский архитектор, журналист, общественный деятель.

## Биография
Родился 27 февраля (10 марта) 1876 года в семье статского советника Игнатия Игнатьевича Владовского (1838—1913), выпускника Петербургского технологического института (1870, со званием технолога-химика 1-го разряда), преподавателя технической химии и минералогии в классах Императорской Академии художеств, а также преподавателя Петербургского коммерческого училища. Отец происходил из польской шляхты, исповедовал католицизм; мать — Елизавета Ивановна, в девичестве — Анкудинова (?—14.01.1909) — русская, исповедовала православие; сына крестили по православному обряду. Определением Правительствующего сената 5 декабря 1896 года И. И. Владовский, его жена и дети были признаны в потомственном дворянском достоинстве с правом на внесение в третью часть Дворянской родословной книги.
С 1886 по 1894 год учился в Петербургском коммерческом училище. В 1894 году поступил на военную службу вольноопределяющимся в Финляндский лейб-гвардии полк — служил унтер-офицером и был уволен в запас в 1895 году с присвоением звания прапорщика. В 1890 году поступил вольнослушателем в Императорскую Академию художеств; с 1897 года учился на архитектурном отделении, с 1901 года — в мастерской Л. Н. Бенуа. В 1903 году окончил Академию со званием архитектора-художника, выполнив проект «Концертный зал в столице на 2500 человек».
С 1903 года был пенсионером Академии художеств. В 1905—1906 годах совершил путешествие по Западной Европе.
С 1907 года служил в канцелярии Ведомства учреждений императрицы Марии.
После революции 1917 года уехал в Эстонию. Жил в Нарве, затем, с начала 1920-х, поселился в Таллине. Играл заметную роль в архитектурной жизни, выступал как лидер русской архитектурной школы в Эстонии.
Был одним из учредителей Эстонского академического общества, состоял членом художественного общества «Арс», Профессионального союза русских деятелей искусства в Эстии, Нового объединения художников. Участник 1-й Русской выставки в Таллине (1931).
Выступал как критик в области архитектуры, публиковал историко-архитектурные очерки в газетах, полемизировал с тенденциями функционализма в архитектуре, защищал право на существование русской культуры в Прибалтике. В пражском журнале «Русский зодчий за рубежом» напечатал полемическую статью о строительстве русских православных храмов за рубежом. Сотрудничал с Русским культурно-историческим музеем в Праге, участвовал в формировании его архитектурного отдела, передал в его собрание несколько своих работ.
В 1900-е годы оформил 16 акварелями в паспарту издание А. С. Пушкина «Руслан и Людмила». Написал исторический роман «Вавилон» (Таллин, 1924), который собственноручно иллюстрировал в стиле ар-деко.
В марте 1950 года наряду с Андерсеном, Круусом, Веймером, Алликом, Пяллем, Старкопфом, Адамсон-Эриком, Семпером, Веттиком был в числе деятелей, которых обвинили в буржуазном национализме на VIII пленуме ЦК КПЭ. Владовский не был лишён свободы, но возможности для дальнейшей самореализации были для него закрыты.
Умер 4 октября 1950 года, похоронен на Лесном кладбище (Метсакальмисту) в Таллине. Могила охраняется государством (охраняемый участок 1147: Tallinna Metsakalmistu, V, 3, 880A).

## Известные работы

### Санкт-Петербург[6]

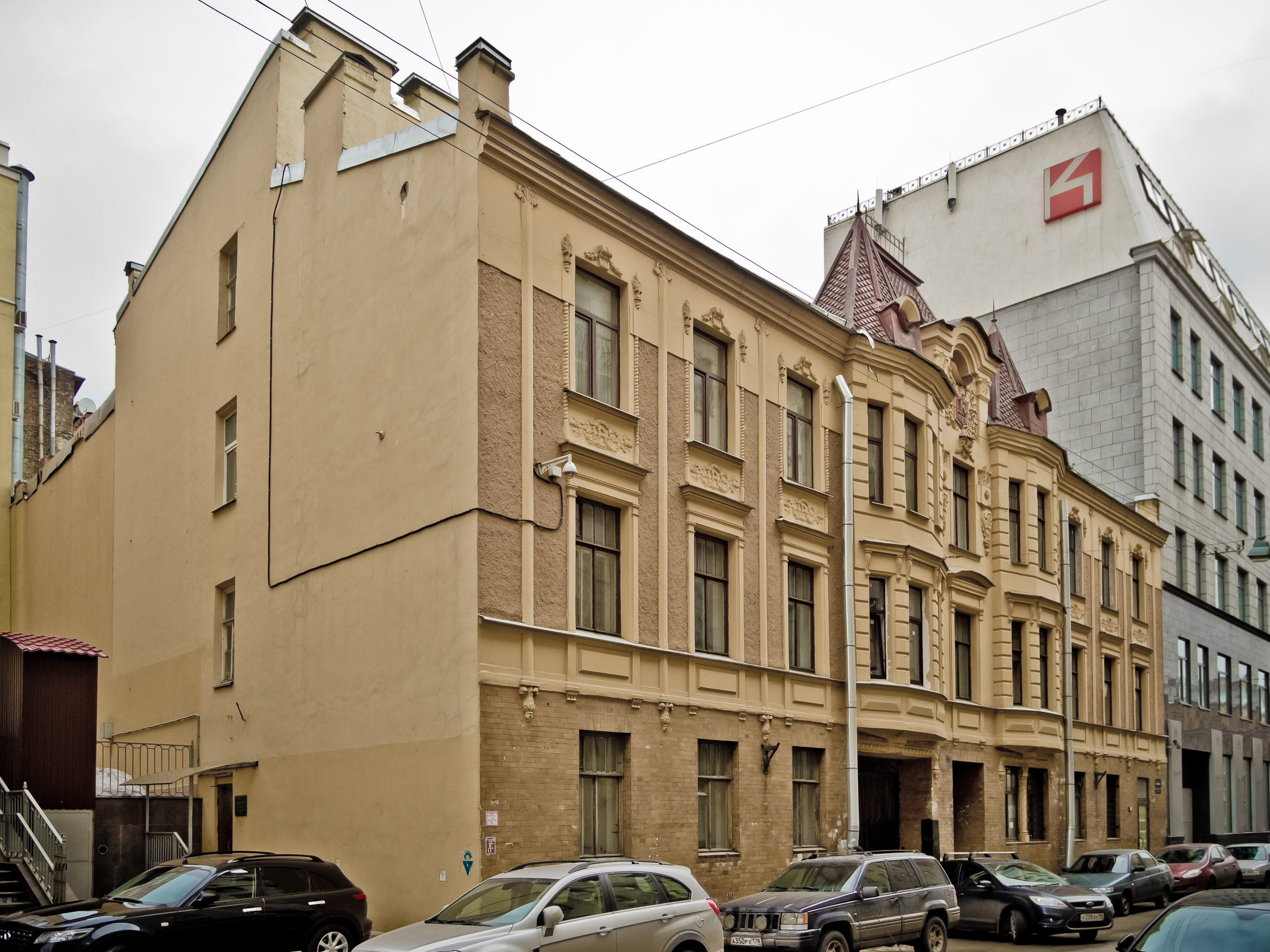
ул. Блохина, дом 11

- Особняк Н. В. Безобразовой (Моховая ул., 34; 1902—1904, совместно с Ю. Ю. Бенуа);
- Дом Товарищества по устройству жилищ Коммерческого училища (Малый проспект П. С., 32; 1907—1908)[7], архитектор жил сам в этом доме в кв. 1;
- Доходный дом (ул. Блохина, 11; 1909);
- Лесная молочная ферма Ю. Ю. Бенуа (комплекс с хозяйственными постройками, парком с прудами в границах пр. Науки, Светлановского пр., ул. Веденеева и Тихорецкого пр.)

### Эстония
С 1908 года архитектор Нарвской Кренгольмской мануфактуры. Спроектировал больницу мануфактуры, построенную к 300-летию династии Романовых.
В 1920 году выполнил проект здания и посёлка Нарвской гидроэлектростанции (не реализован из-за финансовых трудностей). Участвовал в проекте перестройки женской гимназии (ул. Ровянная (Краави), 136), проект не был осуществлён, во время Великой Отечественной войны здание было разрушено, и в 1960 году на его место построено здание Нарвской средней школы № 2.
Строил частные виллы в стиле модерн, доходные дома в традициях ренессанса, барокко, классицизма. Несколько его построек стали яркими образцами архитектурного ар-деко в Таллине: доходный дом на улице Валли, 4 (1925, на уровне второго этажа и по сей день можно разглядеть доломитовую плиту с надписью «A. Wladovsky»); интерьеры жилого дома на улице Поска, 47 (1927); оформление ресторана «Глория» (ныне «Астория») на площади Вабадусе; дом на Нарвском шоссе, 57 (1931) и др.
В первой половине 1920-х выполнял ответственные заказы военного ведомства Эстонии, построил военный госпиталь эстонской армии в Таллине (1925), казармы, проектировал мебель для кабинета военного министра. Участвовал в реставрации Екатерининского дворца в Кадриорге (1929), построил новый банкетный зал у западного фасада дворца (необарокко, 1934).
Построил православные церковь в неорусском стиле — церковь Николая Чудотворца в Копли, Таллин (1935, взамен сгоревшей в 1934 году), для которой создал также иконостас и написал несколько икон. Автор мемориальной часовни святого Георгия на братском кладбище Северо-Западной армии в Копли (1936, снесена в 1946, восстановлена в 2022 году).
Архитектор комплекса торфяной электростанции в посёлке Турба.

Работы Александра Владовского в Эстонии
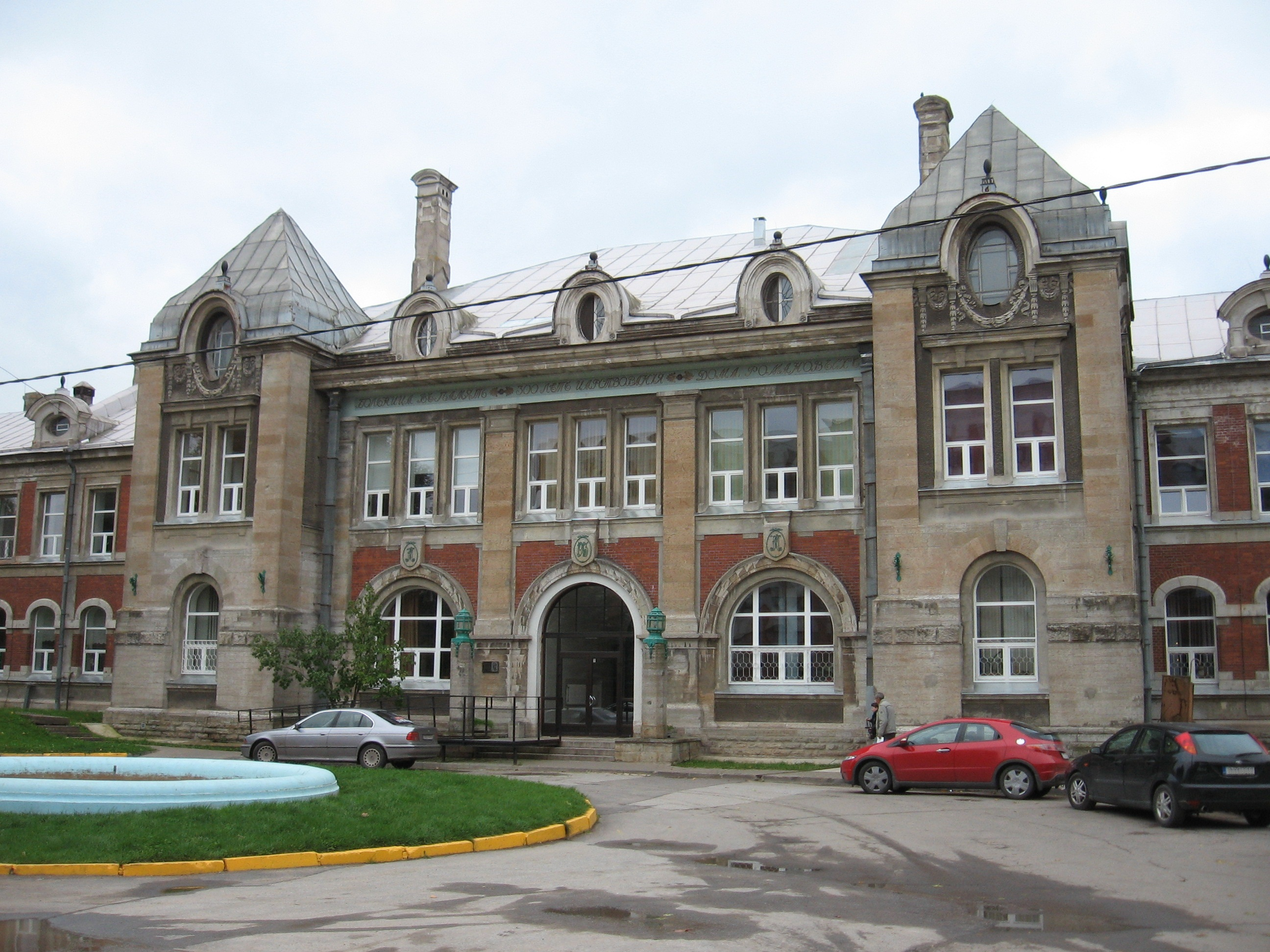
Больница Кренгольмской мануфактуры, Нарва (1913)
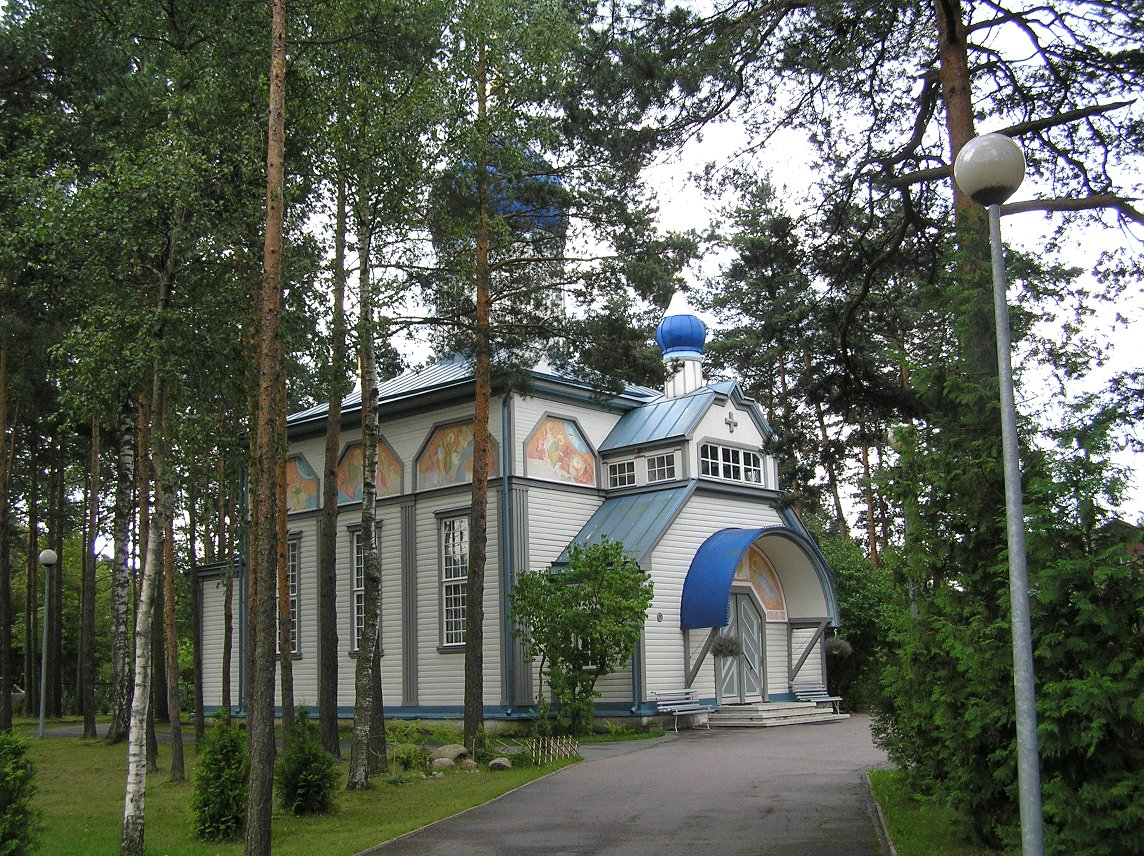
Церковь святого Иоанна Крестителя в Нымме, Таллин (1923)
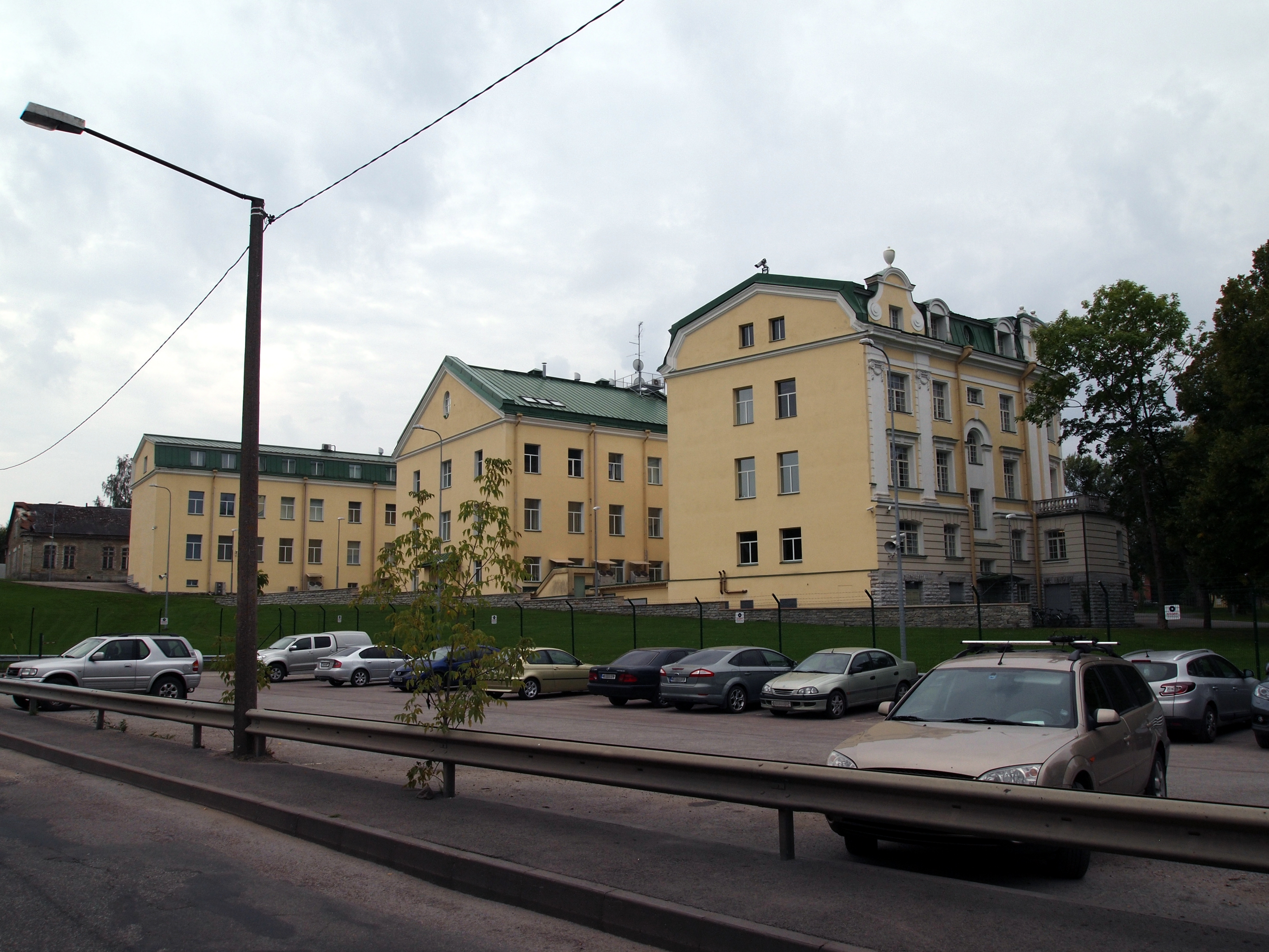
Главный корпус военного госпиталя в Юхкентали, Таллин  (1925)
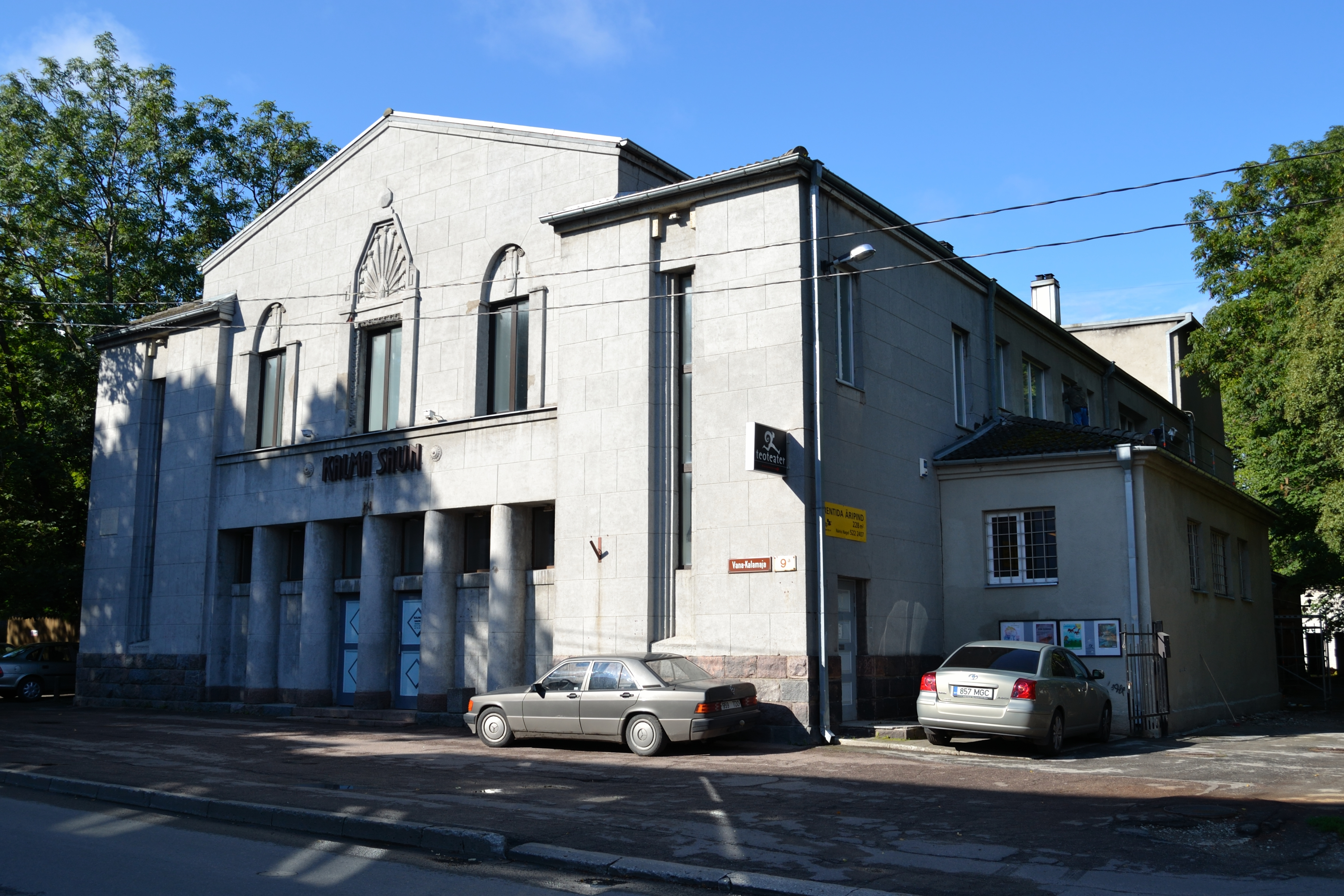
Баня Каламая, Таллин  (1928)
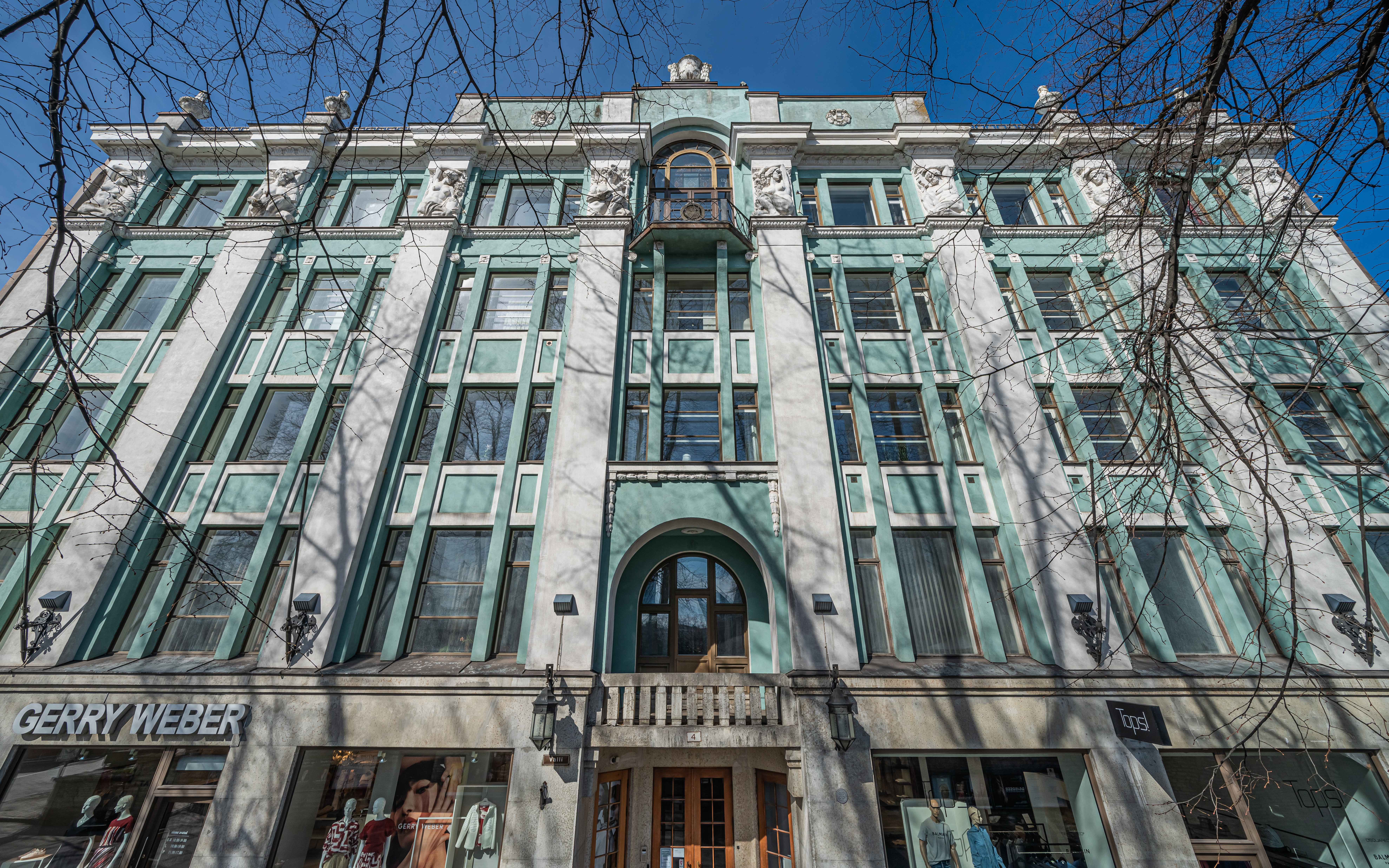
Улица Валли, дом 4, Таллин (1924–1925)
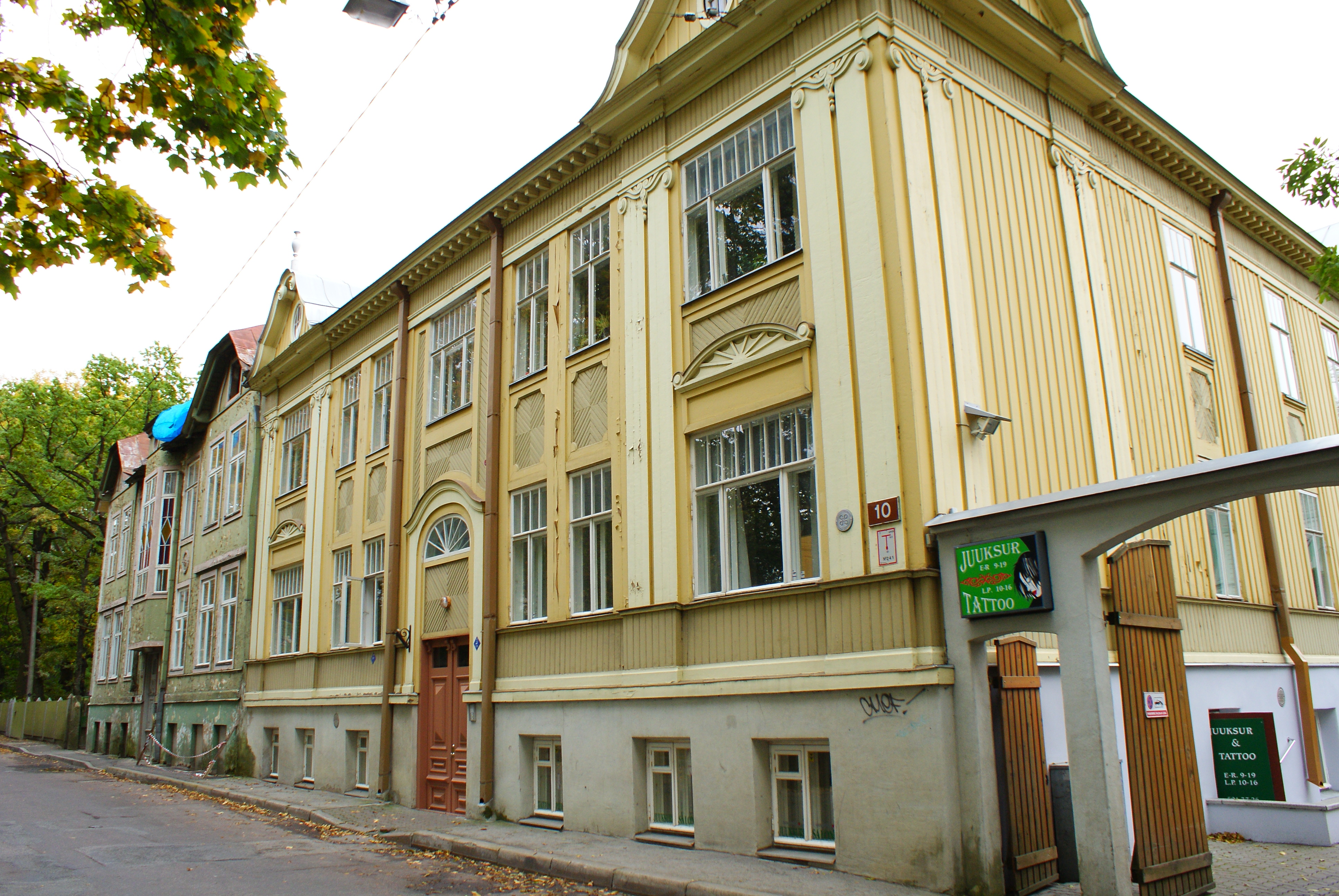
Таллин, Улица Л. Койдула, дом 10 (1932, автор проекта перестройки здания)
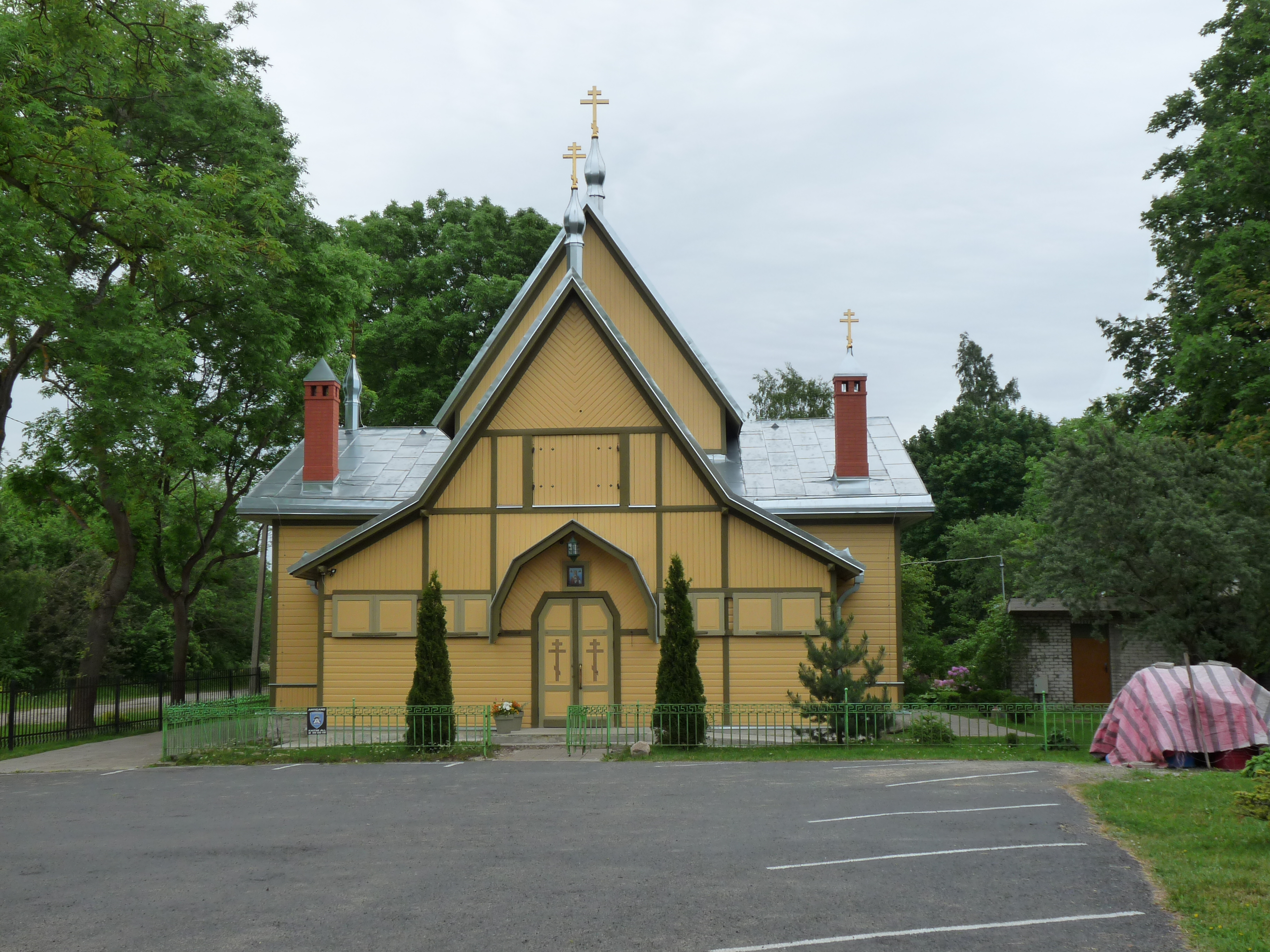
Церковь святого Николая на улице Копли, Таллин  (1936)
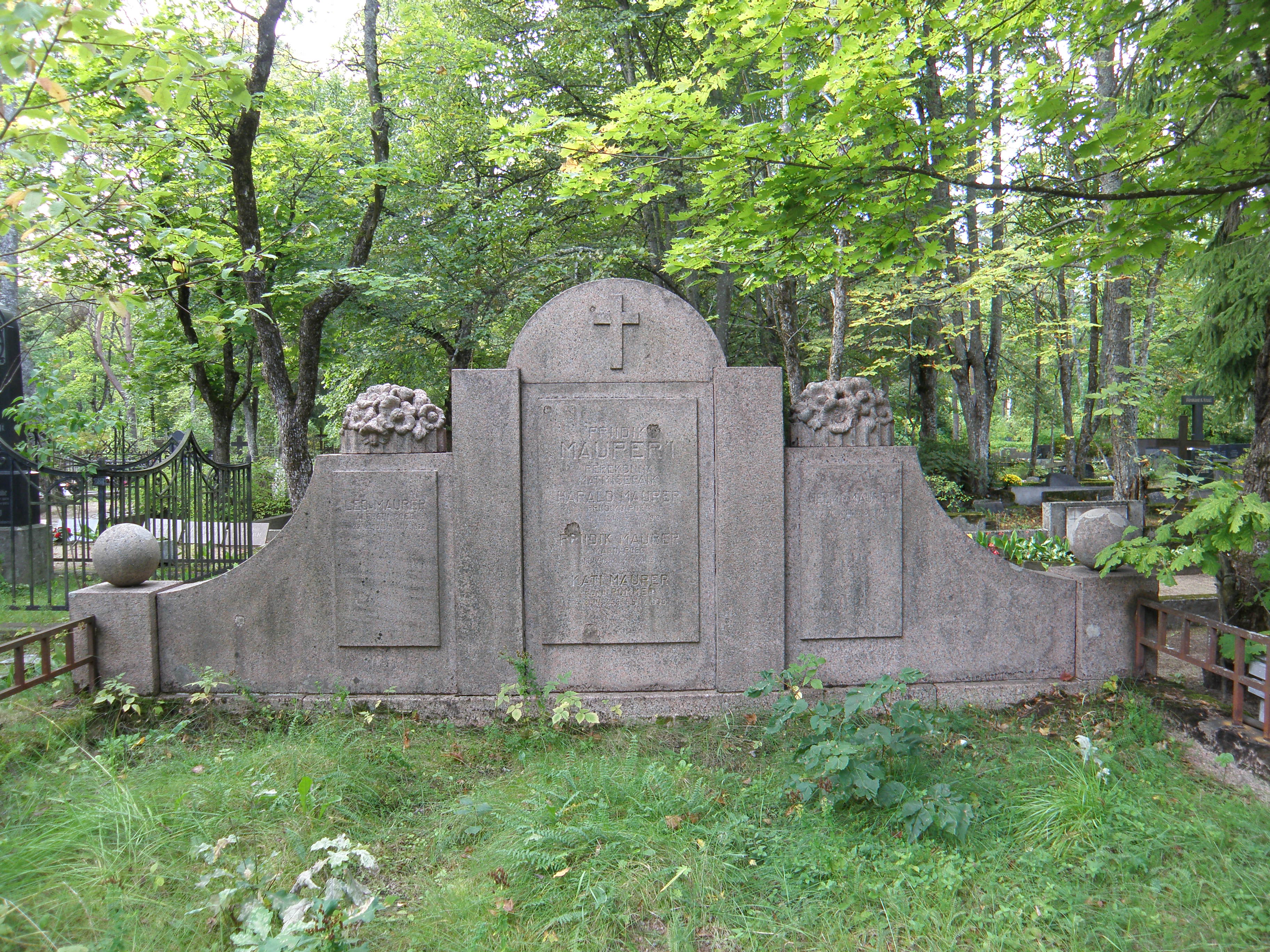
Надгробный памятник семейства Маурер на кладбище Рахумяэ, Таллин
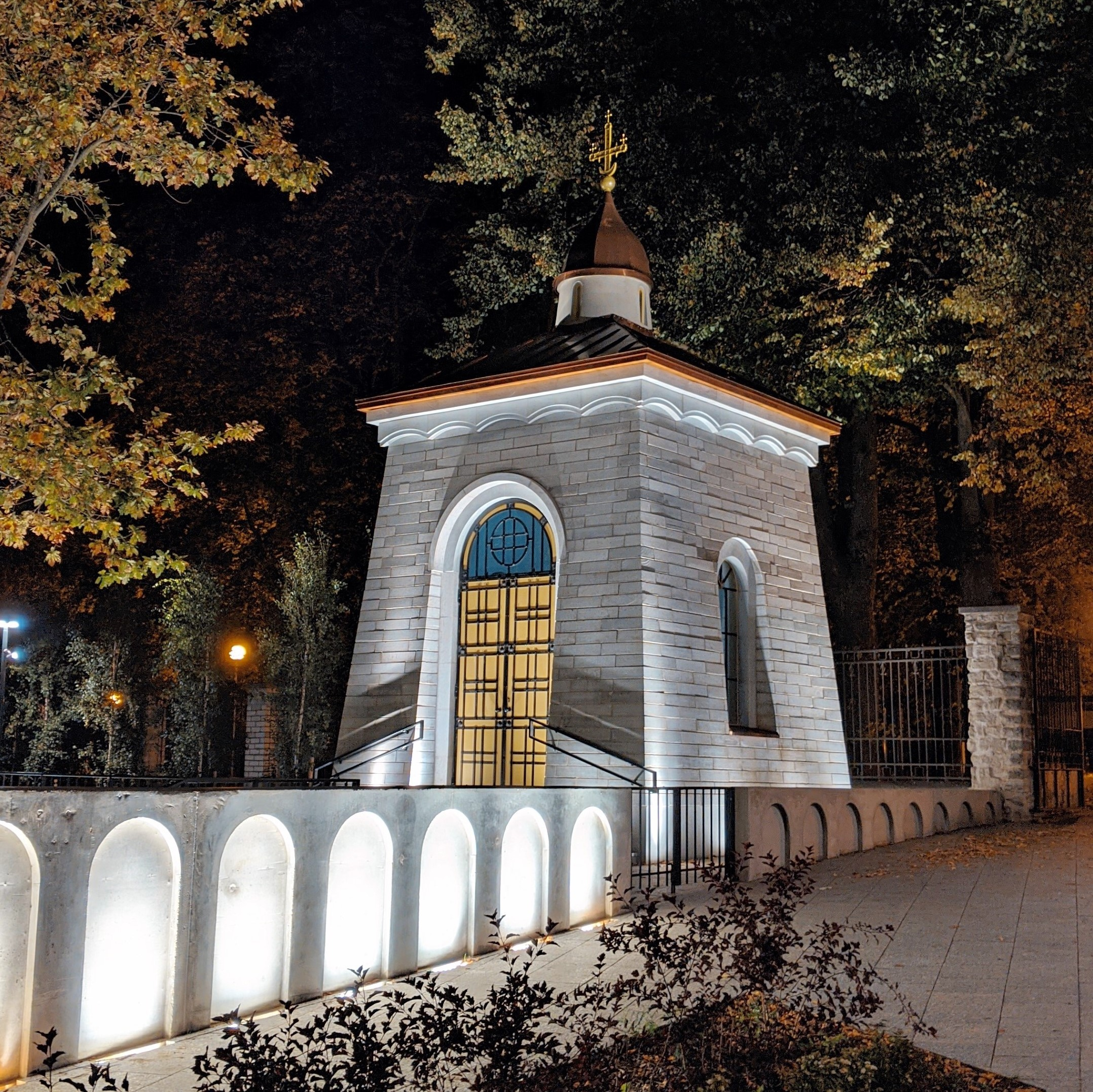
Восстановленная в 2022 году часовня воинам СЗА, кладбище Копли, Таллин

### Другие работы

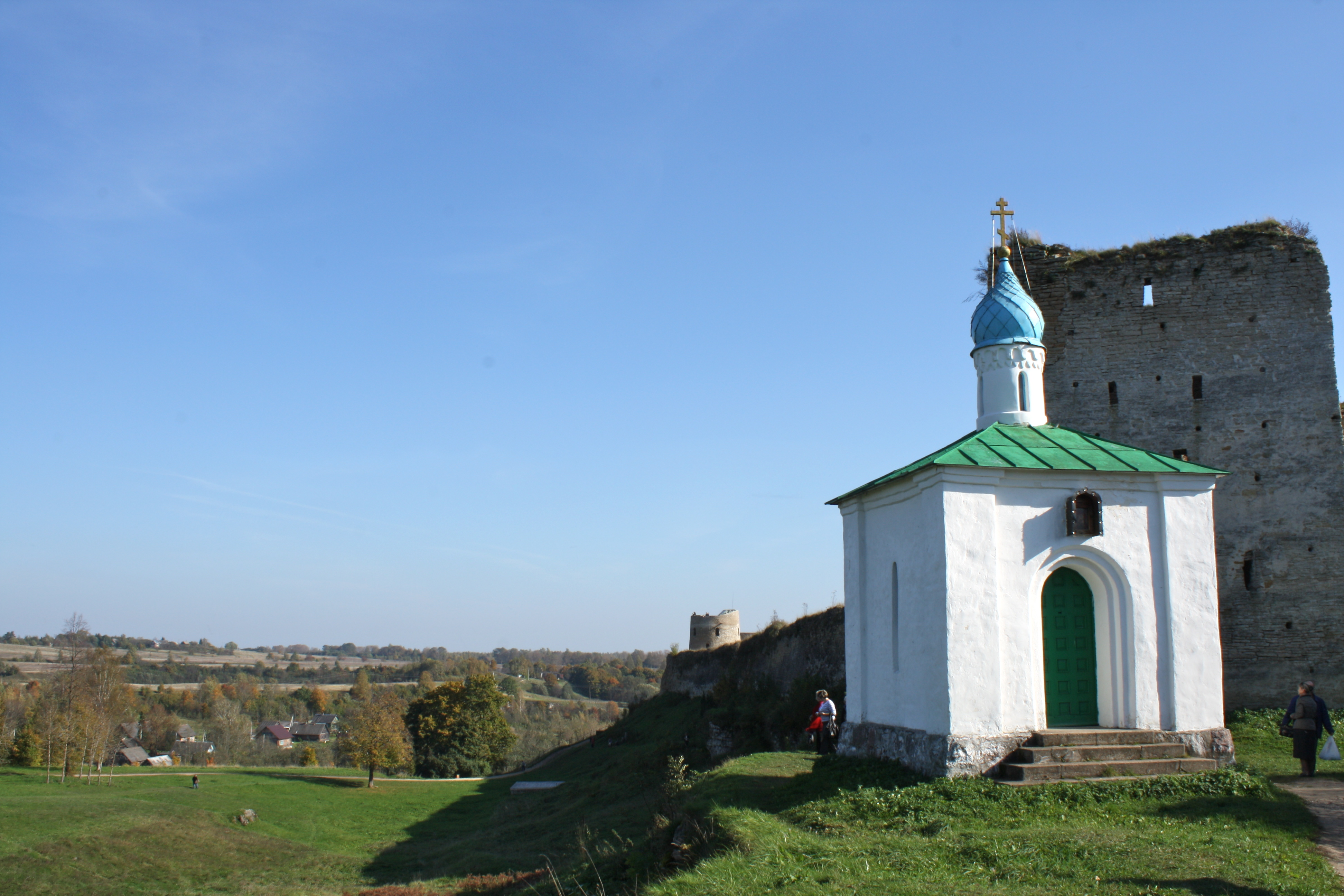
Часовня Корсунской Богоматери, Изборск

В разъездах по России изучал древнерусское зодчество, проводил натурные обследования памятников архитектуры в Москве, Новгороде, Пскове, Киеве и Вильно.
Ему принадлежит авторство каменной часовни Корсунской Божией Матери у стен Изборской крепости на месте древнего могильника защитников крепости в 1657 году (1929, пожертвовал проект г. Изборску);

## Награды
Орден Епископа Платона 1-й степени.